# Brasão de armas da Mauritânia
O brasão de armas da Mauritânia (em árabe: شعار الجمهورية الإسلامية الموريتانية) baseia-se na bandeira nacional da Mauritânia, adoptado em 1 de Abril de 1959. As cores verde e ouro são consideradas cores pan-africanas. O verde simboliza também o Islão, e o ouro simboliza as areias do deserto do Saara. O crescente e a estrela são símbolos do Islão, a religião principal da nação. Nas bordas está inscrito "República Islâmica da Mauritânia" em árabe e francês.